# Siglo X
El siglo X d. C. (siglo décimo después de Cristo) o siglo X e. c. (siglo décimo de la era común) comenzó el 1 de enero del 901 y terminó el 31 de diciembre de 1000. Se le llama el «Siglo de Hierro».

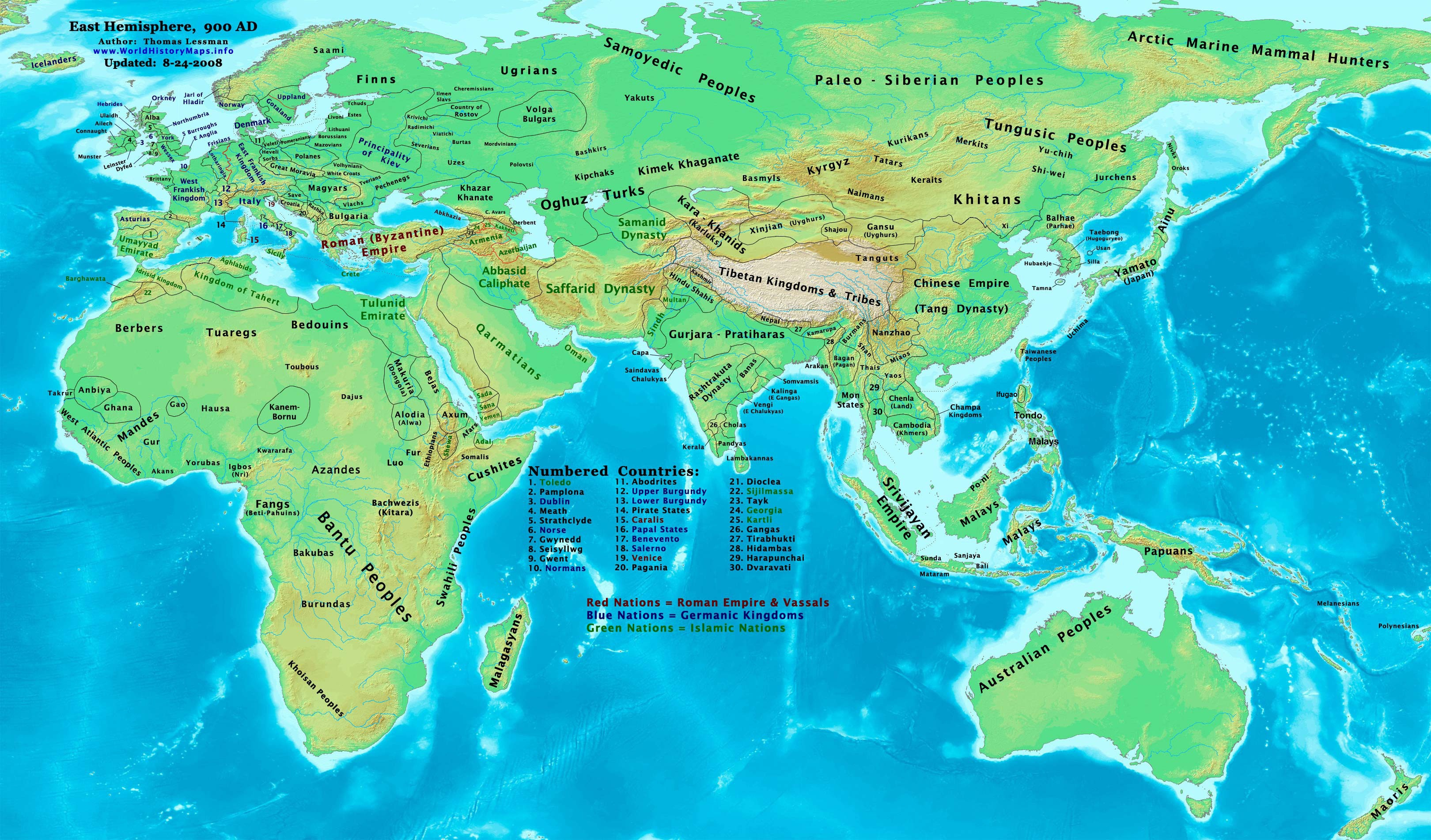
Mapa mundial (excepto América) en torno al año 900.

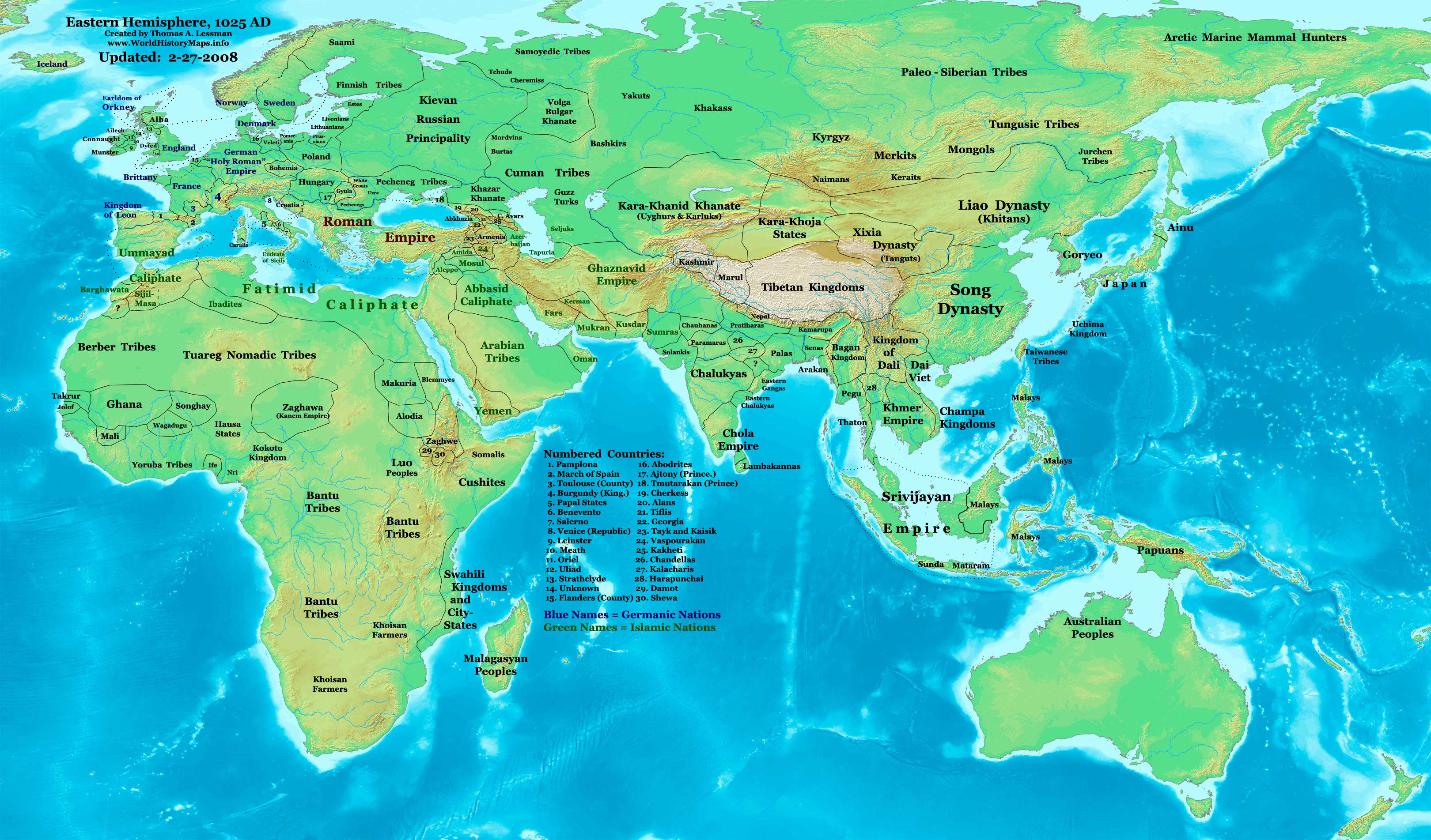
Mapa mundial (excepto América) a finales del.

El siglo X es un período donde se vislumbra el fin de la Edad Oscura, la cultura florece sobre todo en el mundo árabe, especialmente en Al-Ándalus, donde su capital, Córdoba, se convierte en una de las más influyentes e importantes de todo el mundo, en Europa, el Imperio bizantino y el Primer Imperio búlgaro pugnan por los territorios en los Balcanes. 
En China, se produce un período de anarquía política el que su imperio se divide en diversos Estados. Sin embargo, fue un periodo de varios avances científicos y tecnológicos, e incluso se data el inicio del uso de la pólvora como arma.

## Acontecimientos relevantes

### Guerras y política
- 899-907: Ocurren incursiones de la caballería magiar en Europa occidental.
- 907: Colapsa la Gran Moravia, dando origen al Gran Principado de Hungría.
- 907: Colapso de la Dinastía Tang e inicio del Periodo de Cinco Dinastías y Diez Reinos
- 909: El Califato fatimí se asienta en el este de Argelia.
- 911: Los normandos se asientan en Normandía.
- 917: Los búlgaros de Simeón I derrotan al Imperio bizantino en la batalla de Aqueloo.
- 918: Comienza la Dinastía Goryeo en Corea.
- 927: Se funda el Reino de Inglaterra tras la unificación de los reinos anglosajones.
- 928: La dinastía Ziyárida se asienta en el norte de Irán.
- 929: Abderramán III se proclama califa, nace el Califato de Córdoba.
- 937: Batalla de Brunanburh en la que Æðelstān derrota a los vikingos de Dublín y a los celtas de Escocia y Strathclyde.
- 939: La batalla de Simancas se convierte en una importante victoria de los cristianos contra los musulmanes.
- 950: Se establece el Imperio Tuʻi Tonga en Oceanía.
- 962: Nace el Sacro Imperio Romano-Germánico, primer Reich Alemán
- 979: Reunificación de China bajo la Dinastía Song
- 982: Una campaña militar de Otón II sobre Italia fracasa.
- 985: Groenlandia es descubierta por los vikingos.
- 987: Es coronado Hugo Capeto como rey de Francia, iniciando la dinastía de los Capetos. Sus descendientes gobernarán Francia hasta la Revolución Francesa. Otras ramas de los Capetos sobreviven en forma de las monarquía de España y Luxemburgo.
- 999: Los samánidas son conquistados por el Imperio gaznávida.

### Ciencia y tecnología
- 919: Primer registro del uso de armas de fuego (Batalla Langshan Jiang, China).

### Desastres
- El reno se extingue en Escocia.

### Religión
- 966: Miecislao I, duque de Polonia, se convierte al cristianismo.
- 988: Vladimiro I de Kiev, príncipe de Nóvgorod y Kiev, se convierte al cristianismo.

### Cultura
- Se produce el auge de la cultura tolteca en Mesoamérica.
- 909: Se funda el monasterio de Cluny.
- 936: Abderramán III funda la ciudad palatina o áulica de Medina Azahara.
- 975: Se funda la universidad de al-Azhar en El Cairo, la más antigua del mundo.
- 993: Un capitán de navío árabe llega al puerto de Guangzhou.

## Personas relevantes

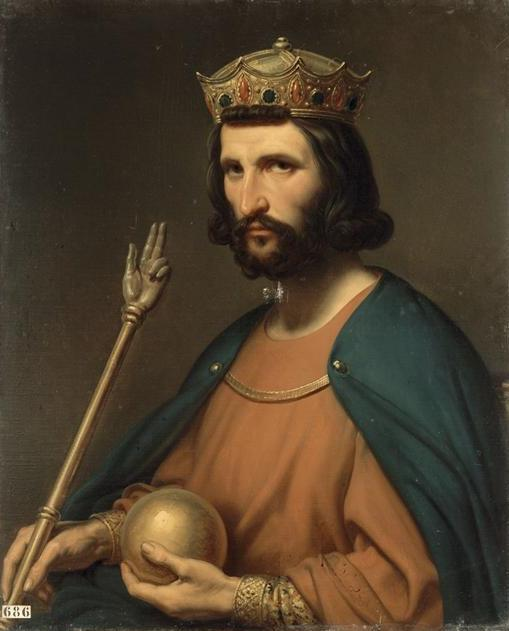
Hugo Capeto, rey de Francia.

- Alfonso III (866-910), Rey Asturias, Galicia y León Reino de León.
- Abderramán III (891-961), primer califa del Califato de Córdoba.
- Adalberto de Praga (956-997), santo y obispo de Praga.
- Æðelstān (895-939), primer rey de Inglaterra unificada.
- Al-Farabi (872-950), filósofo árabe.
- Alhacén (965-1040), matemático, físico y astrónomo árabe.
- Basilio II (958-1025), emperador bizantino, conocido por expandir de nuevo las fronteras del imperio.
- Erik el Rojo (950-1003), pirata y explorador vikingo.
- Ferdousí (935-1020), poeta persa.
- Harald I de Noruega (850-933), primer rey de Noruega.
- Hugo Capeto (940-996), rey de Francia, fundador de la dinastía Capeto.
- Nicéforo II Focas (912-969), emperador bizantino.
- Olaf I de Noruega (963-969-1000), rey de Noruega.
- Otón I (912-973), primer emperador del Sacro Imperio Romano-Germánico.
- Otón II (955-983), segundo emperador del Sacro Imperio Romano-Germánico.
- Sancho III de Navarra. (990/992-1032), rey de Navarra.
- Silvestre II (945-1003), papa de Roma, denominado «el papa del año 1000».
- Simeón I el Grande (864/865-927), rey del Primer Imperio búlgaro.
- Taizu de Song (927-976), fundador de la dinastía Song.
- Ulrico de Augsburgo (890-973), santo, obispo de Augsburgo.
- Vladimiro I de Kiev (958-1015), príncipe de Kiev y Nóvgorod.